# Bordeaux supérieur
La denominación Bordeaux supérieur es semejante a las regiones cubiertas por la denominación "Bordeaux" pero reúne vinos procedente de vides más viejas que esta. Por otro lado deben criarse los vinos de esta apelación como mínimo doce meses antes de su comercialización.
La denominación Bordeaux supérieur como Appellation d'origine contrôlée (AOC) separada de la denominación Bordeaux fue otorgada por primera vez en 1943. Posteriormente, la autoridad francesa otorgaría dos AOCs diferentes para Bordeaux supérieur blanc y el Bordeaux supérieur rouge.

## Producción y superficie
Producción anual: 530.000 hectolitros
Superficie: 10.000 hectáreas